# Saint-Bernard (Ain)
Pour les articles homonymes, voir Saint-Bernard.
Saint-Bernard est une commune française située dans le département de l'Ain, en région Auvergne-Rhône-Alpes.
Les habitants se nomment « Spinosiens ».

## Géographie

### Climat
Pour des articles plus généraux, voir Climat d'Auvergne-Rhône-Alpes et Climat de l'Ain.
En 2010, le climat de la commune est de type climat océanique dégradé des plaines du Centre et du Nord, selon une étude du CNRS s'appuyant sur une série de données couvrant la période 1971-2000. En 2020, Météo-France publie une typologie des climats de la France métropolitaine dans laquelle la commune est exposée à un climat de montagne ou de marges de montagne et est dans une zone de transition entre les régions climatiques « Bourgogne, vallée de la Saône » et « Nord-est du Massif Central ».
Pour la période 1971-2000, la température annuelle moyenne est de 11,8 °C, avec une amplitude thermique annuelle de 18,2 °C. Le cumul annuel moyen de précipitations est de 764 mm, avec 9,1 jours de précipitations en janvier et 6,3 jours en juillet. Pour la période 1991-2020, la température moyenne annuelle observée sur la station météorologique de Météo-France la plus proche, sur la commune de Pommiers à 4 km à vol d'oiseau, est de 12,6 °C et le cumul annuel moyen de précipitations est de 778,0 mm,. Pour l'avenir, les paramètres climatiques de la commune estimés pour 2050 selon différents scénarios d'émission de gaz à effet de serre sont consultables sur un site dédié publié par Météo-France en novembre 2022.

## Urbanisme

### Typologie
Au 1er janvier 2024, Saint-Bernard est catégorisée ceinture urbaine, selon la nouvelle grille communale de densité à 7 niveaux définie par l'Insee en 2022.
Elle appartient à l'unité urbaine de Lyon, une agglomération inter-départementale dont elle est une commune de la banlieue,. Par ailleurs la commune fait partie de l'aire d'attraction de Lyon, dont elle est une commune de la couronne,. Cette aire, qui regroupe 397 communes, est catégorisée dans les aires de 700 000 habitants ou plus (hors Paris),.

### Occupation des sols
L'occupation des sols de la commune, telle qu'elle ressort de la base de données européenne d’occupation biophysique des sols Corine Land Cover (CLC), est marquée par l'importance des territoires artificialisés (47,6 % en 2018), en augmentation par rapport à 1990 (45,8 %). La répartition détaillée en 2018 est la suivante : 
zones urbanisées (47,5 %), zones agricoles hétérogènes (24,9 %), terres arables (13,5 %), eaux continentales (12,4 %), forêts (1,6 %), zones industrielles ou commerciales et réseaux de communication (0,1 %).
L'évolution de l’occupation des sols de la commune et de ses infrastructures peut être observée sur les différentes représentations cartographiques du territoire : la carte de Cassini (XVIIIe siècle), la carte d'état-major (1820-1866) et les cartes ou photos aériennes de l'IGN pour la période actuelle (1950 à aujourd'hui).

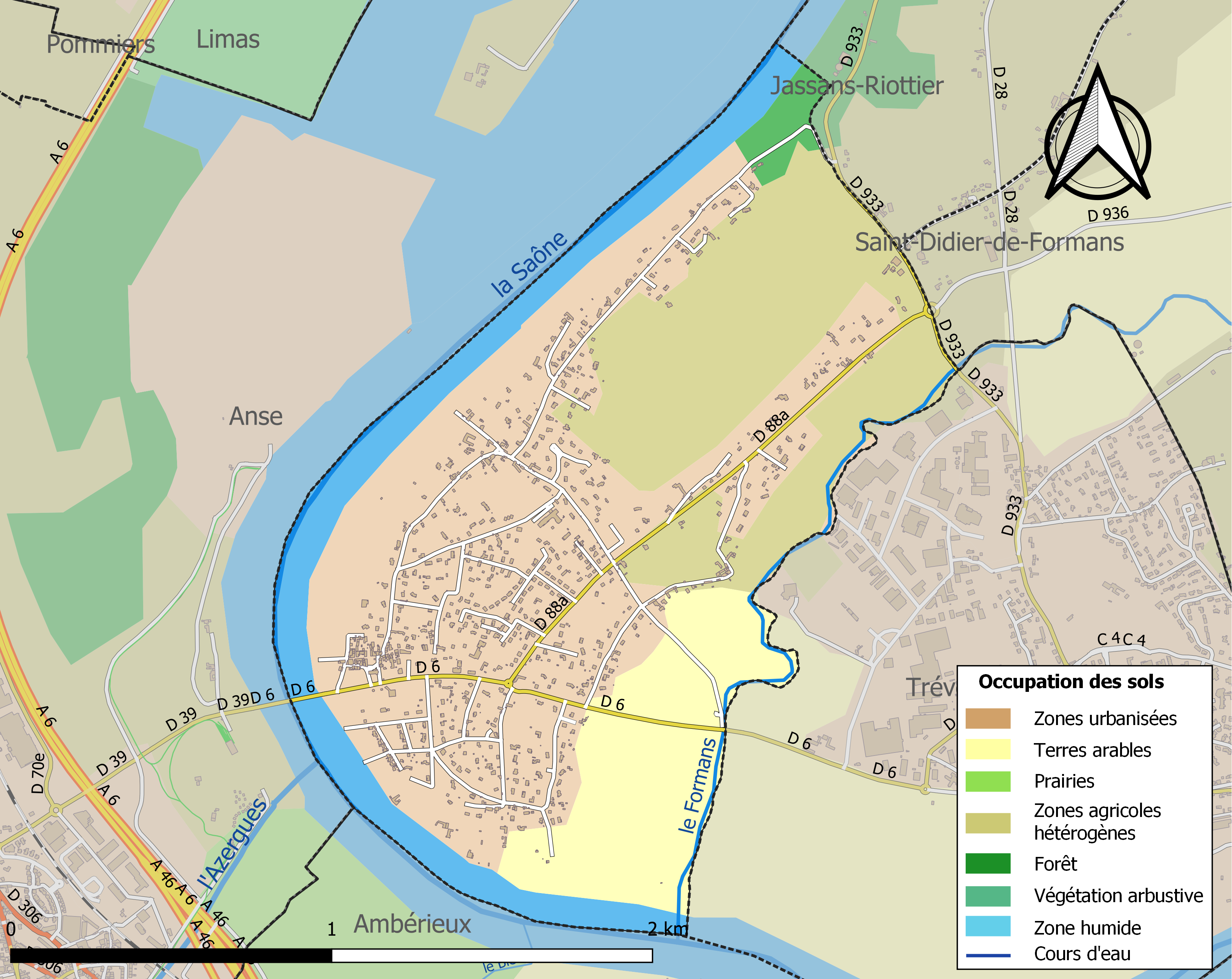
Carte des infrastructures et de l'occupation des sols de la commune en 2018 (CLC).

## Toponymie
Durant la Révolution française, la commune prend temporairement le nom de Mont-Bernard.

## Histoire
Barnard, lieutenant de Charlemagne, est le fondateur du village de Saint-Barnard devenu Saint-Bernard à la suite d'une coquille semble-t-il.
Saint-Barnard est acquis, en 1264, de Guichard, sire de Beaujeu. La seigneurie s'étendait sur Saint-Didier-de-Formans.

### Hameaux

#### Bruyères (les)
Ce plateau (Les Brueres, de Brueriis) paraît avoir été une station d'une certaine importance à l'époque préhistorique, ainsi que l'attestent les nombreux instruments en silex et en pierres dures qu'on y rencontre, soit à la surface, soit enfouis dans le sol.
Il fut aussi le théâtre de la défaite des Tigurins par Jules César (696 de Rome). « Les fouilles pratiquées en 1862, dit l'historien du conquérant des Gaules, entre Trévoux et Riottier, ne laissent aucun doute sur le lieu de cette défaite. Elles ont révélé l'existence de nombreuses sépultures tant gallo-romaines que celtiques. Les tumulus ont fourni des vases d'argile grossière, beaucoup de fragments d'armes en silex, des ornements en bronze, des fers de flèches, des fragments de douilles.
Ces sépultures sont les unes par incinération, les autres par inhumation. Dans les premières, nulle part la crémation n'a été complète, ce qui prouve qu'elles ont été faites à la hâte et exclut toute idée d'un cimetière ordinaire. Deux fosses communes étaient divisées chacune en deux compartiments, dont l'un ne renfermait que des cendres et l'autre des squelettes humains, entassés pêle-mêle, squelettes d'hommes, de femmes et d'enfants.
Enfin, de nombreux fours de campagne jalonnent, en quelque sorte, la route suivie par les Helvètes. Ces fours, très-communs au pied des coteaux abrupts de Trévoux, Saint-Didier, Frans, Jassans et Mizérieux, se retrouvent sur la rive gauche de l'Ain et jusque dans le voisinage d’Ambronay. »
Des découvertes accidentelles faites postérieurement aux fouilles de 1862, fouilles que j'ai été appelé à suivre, et sur lesquelles j'ai rédigé un rapport qui a fourni les éléments du passage qu'on vient de lire, sont venues corroborer les premiers résultats obtenus. Ces découvertes consistent en de nouvelles sépultures, renfermant des haches en bronze, une ascia et un glaive romain en fer.

## Politique et administration

### Découpage territorial

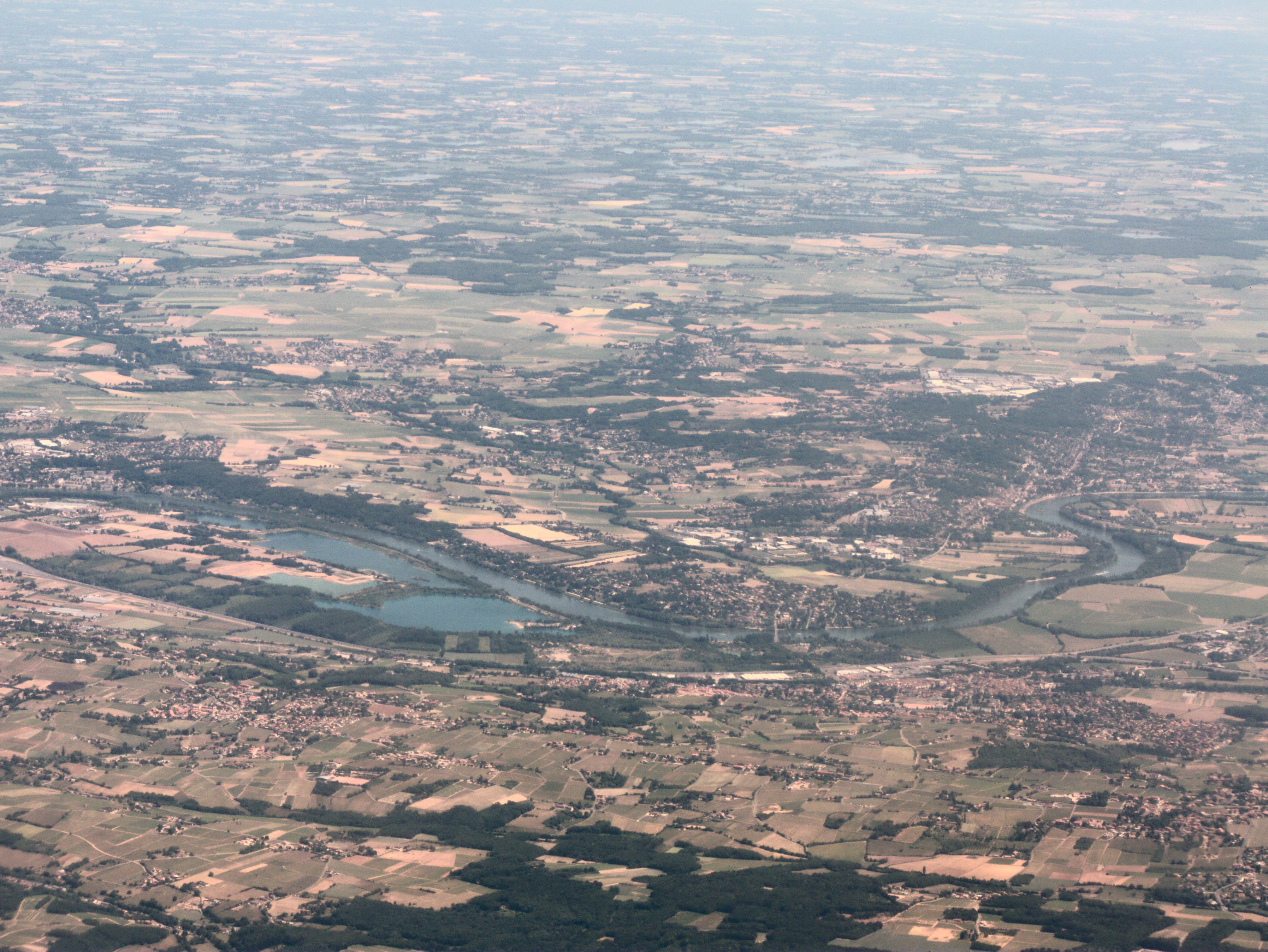
Vue aérienne.

La commune de Saint-Bernard est membre de la communauté de communes Dombes Saône Vallée, un établissement public de coopération intercommunale (EPCI) à fiscalité propre créé le 1er janvier 2014 dont le siège est à Trévoux. Ce dernier est par ailleurs membre d'autres groupements intercommunaux.
Sur le plan administratif, elle est rattachée à l'arrondissement de Bourg-en-Bresse, au département de l'Ain et à la région Auvergne-Rhône-Alpes. Sur le plan électoral, elle dépend du  canton de Trévoux pour l'élection des conseillers départementaux, depuis le redécoupage cantonal de 2014 entré en vigueur en 2015, et de la deuxième circonscription de l'Ain  pour les élections législatives, depuis le dernier découpage électoral de 2010. 

### Administration municipale
| Période                                  | Période         | Identité       | Étiquette        | Qualité                                                                                        |
| ---------------------------------------- | --------------- | -------------- | ---------------- | ---------------------------------------------------------------------------------------------- |
| mars 1977                                | mars 2001       | François Paour | DVD              | Président de l'Association des Maires de France Chargé de mission au cabinet de Charles Pasqua |
| mars 2001                                | réélu mars 2008 | Bruno Balay    |                  |                                                                                                |
| mars 2014                                | En cours        | Bernard Rey    | DVD-NC puis Agir | Permanent politique                                                                            |
| Les données manquantes sont à compléter. |                 |                |                  |                                                                                                |

## Démographie
L'évolution du nombre d'habitants est connue à travers les recensements de la population effectués dans la commune depuis 1793. Pour les communes de moins de 10 000 habitants, une enquête de recensement portant sur toute la population est réalisée tous les cinq ans, les populations de référence des années intermédiaires étant quant à elles estimées par interpolation ou extrapolation. Pour la commune, le premier recensement exhaustif entrant dans le cadre du nouveau dispositif a été réalisé en 2008.
En 2022, la commune comptait 1 544 habitants, en évolution de +7,67 % par rapport à 2016 (Ain : +5,15 %, France hors Mayotte : +2,11 %).
| 1793 | 1800 | 1806 | 1821 | 1831 | 1836 | 1841 | 1846 | 1851 |
| ---- | ---- | ---- | ---- | ---- | ---- | ---- | ---- | ---- |
| 242  | 299  | 260  | 267  | 279  | 285  | 265  | 290  | 299  |

| 1856 | 1861 | 1866 | 1872 | 1876 | 1881 | 1886 | 1891 | 1896 |
| ---- | ---- | ---- | ---- | ---- | ---- | ---- | ---- | ---- |
| 296  | 318  | 311  | 300  | 283  | 266  | 290  | 266  | 277  |

| 1901 | 1906 | 1911 | 1921 | 1926 | 1931 | 1936 | 1946 | 1954 |
| ---- | ---- | ---- | ---- | ---- | ---- | ---- | ---- | ---- |
| 258  | 257  | 201  | 201  | 216  | 227  | 220  | 218  | 231  |

| 1962 | 1968 | 1975 | 1982 | 1990 | 1999  | 2006  | 2008  | 2013  |
| ---- | ---- | ---- | ---- | ---- | ----- | ----- | ----- | ----- |
| 253  | 362  | 488  | 705  | 872  | 1 282 | 1 358 | 1 380 | 1 406 |

| 2018  | 2022  | - | - | - | - | - | - | - |
| ----- | ----- | - | - | - | - | - | - | - |
| 1 432 | 1 544 | - | - | - | - | - | - | - |

## Culture locale et patrimoine

### Lieux et monuments
- Le château de Saint-Bernard a été construit au XIIIe siècle au bord de la Saône. Il est surtout connu pour avoir abrité au début du XXe siècle les peintres Maurice Utrillo et Suzanne Valadon. Le château, y compris la basse-cour et l'emprise des anciens fossés, est classé au titre des monuments historiques par arrêté du 10 avril 1997[23].

En 1264, il est vendu par le sire de Beaujeu à l'Église de Lyon. Il est pris et ruiné en 1376 et 1448, et est tenu par l'Église jusqu'en 1599. Il est restauré au XIXe siècle.
- L'ancien prieuré de La Bruyère dit château de La Bruyère, prieuré de bénédictines fondé au IXe siècle, inscrit à l'inventaire supplémentaire des monuments historiques depuis 1997[25].
- Deux portes d'enceinte du XIIIe siècle.
- Église Saint-Bernard de Saint-Bernard. Elle est inscrite à l'Inventaire général du patrimoine culturel[26].